# Scolopendra gigantea
Espèce
La Scolopendre géante (Scolopendra gigantea) est une espèce de scolopendres de la famille des Scolopendridae. C'est la plus grande scolopendre au monde, elle mesure jusqu'à 25 voire 30 centimètres de longeur.
Le corps est constitué de 21 à 23 segments qui sont de couleur cuivre à marron. Chaque segment porte une paire de pattes jaunâtres. Ces dernières sont adaptées à la marche rapide et la course.

## Répartition
Elle vit dans les régions bordant la mer des Caraïbes au nord-ouest de l'Amérique du Sud : dans le nord de la Colombie et le nord du Venezuela, ainsi que sur les îles de Trinidad, Curaçao et Aruba. 
Elle n'est cependant pas présente dans les Antilles, contrairement à ce qu'affirment diverses sources. Les espèces confirmées dans les Antilles françaises sont Scolopendra alternans (grande espèce endémique des Antilles), Scolopendra subspinipes (grande espèce originaire d'Asie) et Scolopendra morsitans (espèce moins grande originaire d'Afrique).

## Biologie
Se nourrissant principalement d'autres arthopodes, mais aussi de lézards, de grenouilles, d'oiseaux, de petits rongeurs et même de chauves-souris,, elle peut aussi manger des fruits (mangues).

## Venimosité
Cette espèce est commune jusque dans les zones habitées et il lui arrive de s'infiltrer dans les maisons, les morsures ne sont donc pas rares. Sa défense est très agressive lorsqu'elle se sent en danger. Sa morsure est venimeuse et son venin compte parmi les plus toxiques chez les scolopendridés. Cependant, bien que très douloureuse, la morsure n'est normalement pas mortelle.
Il existe un seul cas mortel confirmé de morsure par cette espèce : il concerne une fillette de quatre ans décédé en 2014 au Venezuela à la suite d'une morsure par un grand scolopendre géant  qui s'était caché dans une canette  de soda.

## Galerie

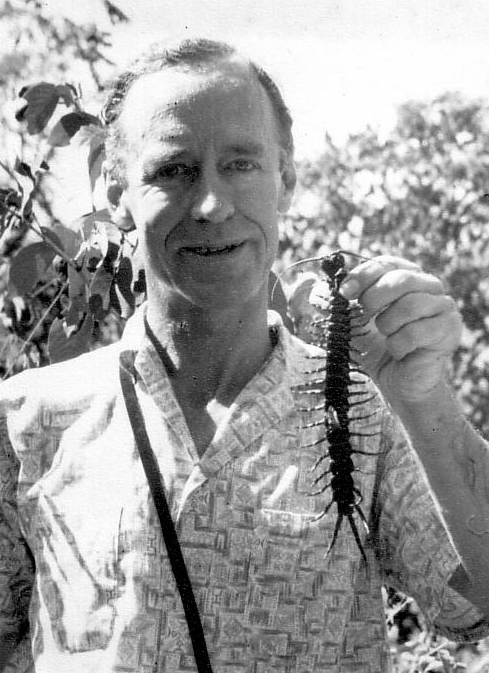
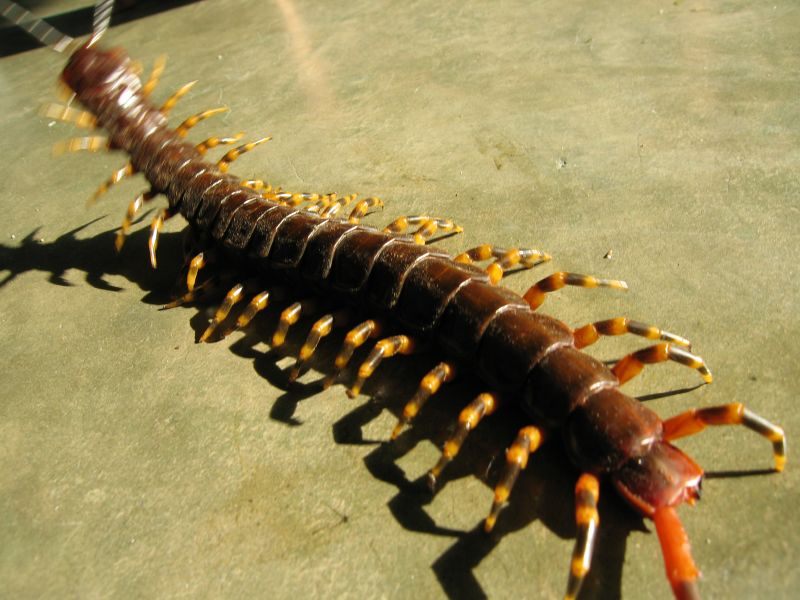
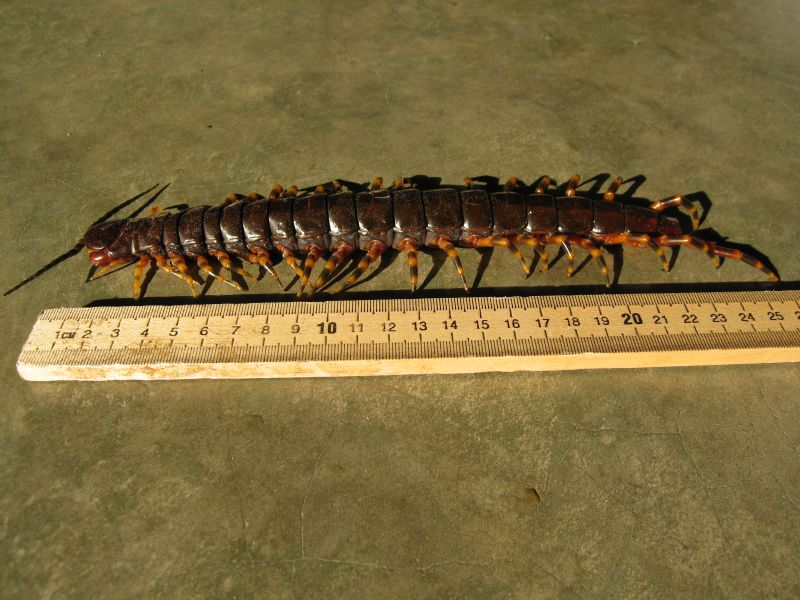
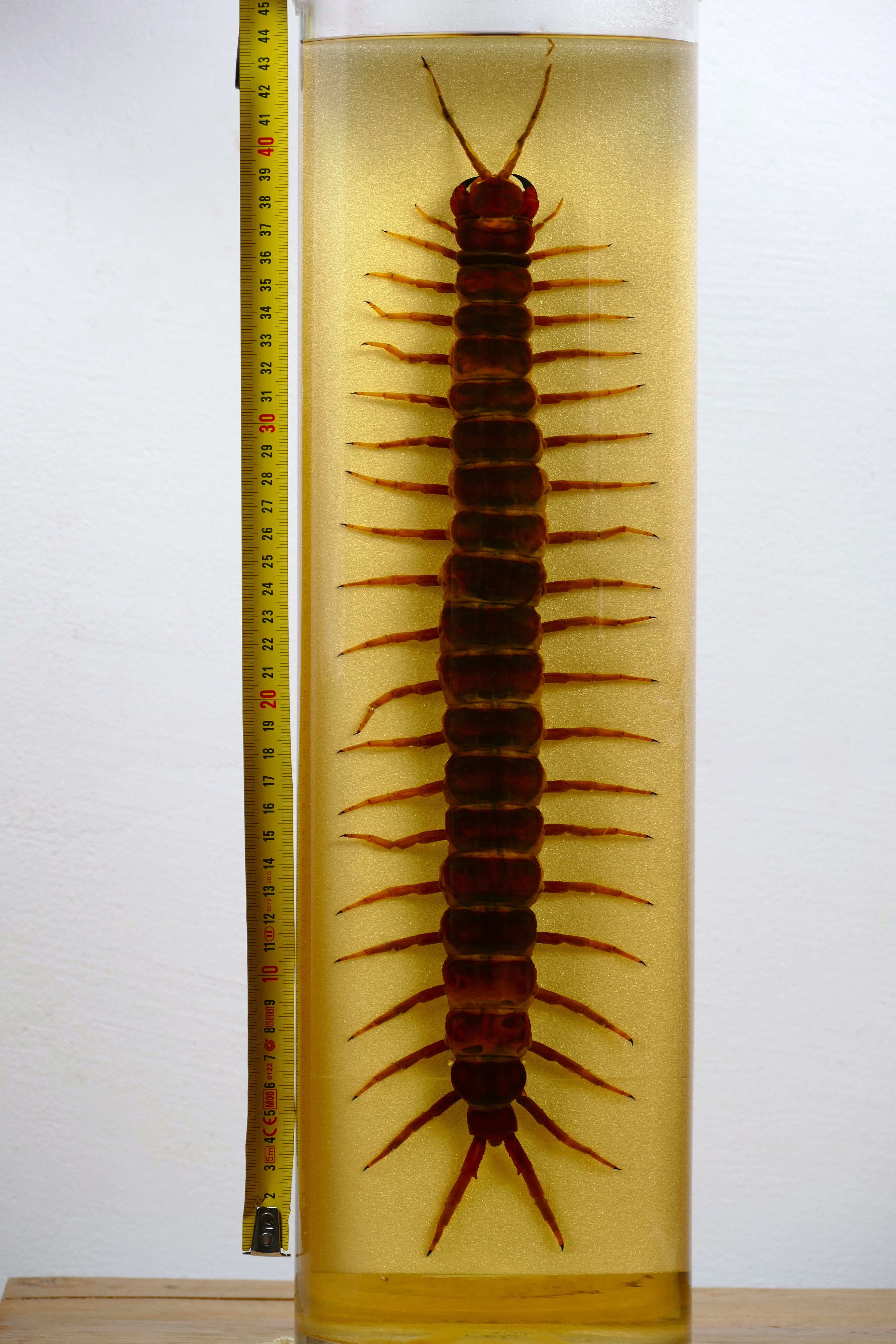